# イヌ科
イヌ科（イヌか、Canidae）は、哺乳綱食肉目に分類される科。

## 形態
鼻口部（吻）は長く、顎が発達する。歯列は門歯が上下6本、犬歯が上下2本、小臼歯が上下8本、大臼歯が上顎4本・下顎6本と計42本の種が多い（ヤブイヌ38本・ドール40本・カニクイイヌ44本・オオミミギツネ46 - 48本）。上顎第4臼歯や下顎第1大臼歯（裂肉歯）、大臼歯は発達する。長い口吻や歯は、獲物に噛みつき切り裂くことに適している。前肢の橈骨と尺骨は回転せず、舟状骨と月状骨が連結することで走行することに適している。前肢には5本、後肢には4本の趾がある種が多い（狼爪を除く）。指肢のみを接地して移動する（指行性）。指肢には鉤爪があるが、ひっこめることはできない。
陰茎骨が発達する。

## 分類
2005年に発表された核DNAの12エクソンと4イントロンを用いた最大節約法による系統推定では、大きく以下の4系統に分かれるという結果が得られた。
1. grey & Island fox clade（ハイイロギツネ属）
2. red-fox-like clade（オオミミギツネ属・タヌキ属・キツネ属）
3. South American clade（コミミイヌ属・カニクイイヌ属・スジオイヌ属・タテガミオオカミ属・ヤブイヌ属）全属が南アメリカ大陸に分布
4. wolf-like clade（イヌ属・ドール属・リカオン属）

この解析に含まれていない種もいるが、一例として2013年に発表されたミトコンドリアDNAシトクロムb・COII遺伝子を用いた系統推定では、絶滅種フォークランドオオカミを含むDusicyon属はタテガミオオカミ属と単系統群を形成すると推定されている。
以下の現生種の分類・英名は、断りのないかぎりはMSW3 (Wozencraft, 2005) に従う。和名は、仮称を除いて川田ら (2018) に従う。
- コミミイヌ属 Atelocynus
  - Atelocynus microtis コミミイヌ Short-eared dog
- イヌ属 Canis[10][11]
  - Canis aureus キンイロジャッカル Golden jackal
  - Canis latrans コヨーテ Coyote
  - Canis lupaster アフリカンゴールデンウルフ[訳語疑問点]（仮称） African wolf[12]（以前からオオカミの亜種エジプトオオカミC. l. lupasterあるいはキンイロジャッカルの亜種C. a. lupasterとされるなど分類に変遷があった[6][13]。形態や分子系統解析から、2015年にC. anthusとしてキンイロジャッカルのアフリカ個体群から分割する説が提唱された[14]。2017年にC. anthusを疑問名としてC. lupasterのシノニムとする説が提唱された[15][11]）
  - Canis lupus オオカミ Wolf（ディンゴを含むイヌ（イエイヌ）を別種C. familiarisとする説もあり[16][17]）
  - Canis simensis アビシニアジャッカル Ethiopian wolf
- Lupulella（イヌ属から分割[11][15][16]）
  - Lupulella adustus ヨコスジジャッカル Side-striped jackal
  - Lupulella mesomelas セグロジャッカル Black-backed jackal
- カニクイイヌ属 Cerdocyon
  - Cerdocyon thous カニクイイヌ Crab-eating fox
- タテガミオオカミ属 Chrysocyon
  - Chrysocyon brachyurus タテガミオオカミ Maned Wolf
- ドール属 Cuon
  - Cuon alpinus ドール Dhole
- フォークランドオオカミ属（絶滅） †Dusicyon
  - †Dusicyon australis フォークランドオオカミ Falkland Islands wolf
- スジオイヌ属 Lycalopex (Pseudalopexとする説もあり)
  - Lycalopex culpaeus クルペオギツネ Culpeo
  - Lycalopex fulvipes ダーウィンギツネ Darwin's fox
  - Lycalopex griseus チコハイイロギツネ South American gray fox
  - Lycalopex gymnocercus パンパスギツネ Pampas fox
  - Lycalopex sechurae セチュラギツネ Sechuran fox
  - Lycalopex vetulus スジオイヌ Hoary fox
- リカオン属 Lycaon
  - Lycaon pictus リカオン African wild dog
- タヌキ属 Nyctereutes
  - Nyctereutes procyonoides タヌキ Raccoon dog（形態や染色体から日本個体群を別種N. viverrinusに分割する説もあり[18]）
- オオミミギツネ属 Otocyon
  - Otocyon megalotis オオミミギツネ Bat-eared fox
- ヤブイヌ属 Speothos
  - Speothos venaticus ヤブイヌ Bush dog
- ハイイロギツネ属 Urocyon
  - Urocyon cinereoargenteus ハイイロギツネ Gray fox
  - Urocyon littoralis シマハイイロギツネ Island fox
- キツネ属 Vulpes
  - Vulpes bengalensis ベンガルギツネ Bengal fox
  - Vulpes cana ブランフォードギツネ Blandford's fox
  - Vulpes chama ケープギツネ Cape fox
  - Vulpes corsac コサックギツネ Corsac Fox
  - Vulpes ferrilata チベットスナギツネ Tibetan sand fox
  - Vulpes lagopus ホッキョクギツネ Arctic fox
  - Vulpes macrotis キットギツネ Kit fox
  - Vulpes pallida オグロスナギツネ Pale fox
  - Vulpes rueppelli オジロスナギツネ Rueppel's fox
  - Vulpes velox スウィフトギツネ Swift fox
  - Vulpes vulpes アカギツネ Red fox
  - Vulpes zerda フェネック Fennec fox

### ボロファグス亜科
- アルケオキオン Archaeocyon
- オタロキオン Otarocyon
- オクセトキオン Oxetocyon
- リゾキオン Rhizocyon
- ボロファグス族 Borophagini
  - コルモキオン Cormocyon
  - デスモキオン Desmocyon
  - エウオプロキオン Euoplocyon
  - メタトマルクトゥス Metatomarctus
  - ミクロトマルクトゥス Microtomarctus
  - プロトマルクトゥス Protomarctus
  - プサリドキオン Psalidocyon
  - テフロキオン Tephrocyon
  - アエルロドン亜族 Aelurodontina
    - アエルロドン Aelurodon
    - トマルクトゥス Tomarctus

  - ボロファグス亜族 Borophagina
    - ボロファグス Borophagus
    - カルポキオン Carpocyon
    - エピキオン Epicyon
    - パラトマルクス Paratomarctus
    - プロテピキオン Protepicyon

  - キナルクトゥス族 Cynarctina
    - キナルクトゥス Cynarctus
    - パラキナルクトゥス Paracynarctus
- フラキオン族 Phlaocyonini
  - キナルクトイデス Cynarctoides
  - フラキオン Phlaocyon

### ヘスペロキオン亜科
- カエドキオン Caedocyon
- キノデスムス Cynodesmus
- エクトポキヌス Ectopocynus
- エンヒドロキオン Enhydrocyon
- ヘスペロキオン Hesperocyon
- メソキオン Mesocyon
- オズボーノキオン Osbornodon
- パラエンヒドロキオン Paraenhydrocyon
- フィロトロクス Philotrox
- スンカヘカンタ Sunkahetanka

## 生態
単独で生活する種や、群れで生活する種など種間・種内でも変異が大きい。例としてオオカミはペアで生活することもあれば、20頭に達する群れを形成することもある。ドール・ヤブイヌ・リカオンなどは集団で狩りを行い、アカギツネ・ホッキョクギツネなどは狩りを単独で行ったり大型の獲物がいない環境でも集団で生活することもある。集団で生活する利点として、大型の獲物を共同して狩る・縄張りや食物の防衛がしやすくなる・子育てを補助できるなどがあると考えられている。
イヌ属（オオカミ・コヨーテ・ジャッカル類）の例では有蹄類から果実までと、食性の幅は広い。キツネ属は食物を咥えて幼獣に与えるが、イヌ属・タテガミオオカミ属・ドール属・リカオン属では食物を吐き戻して幼獣に与える。
交尾の際にメスの膣内でオスの陰茎基部が膨張して射精するまで抜けなくなり、尻合わせの姿勢（タイ・交尾結合）をとる種が多い。この姿勢の役割は不明だが、ペアの維持に役立つと考えられている。

## 画像

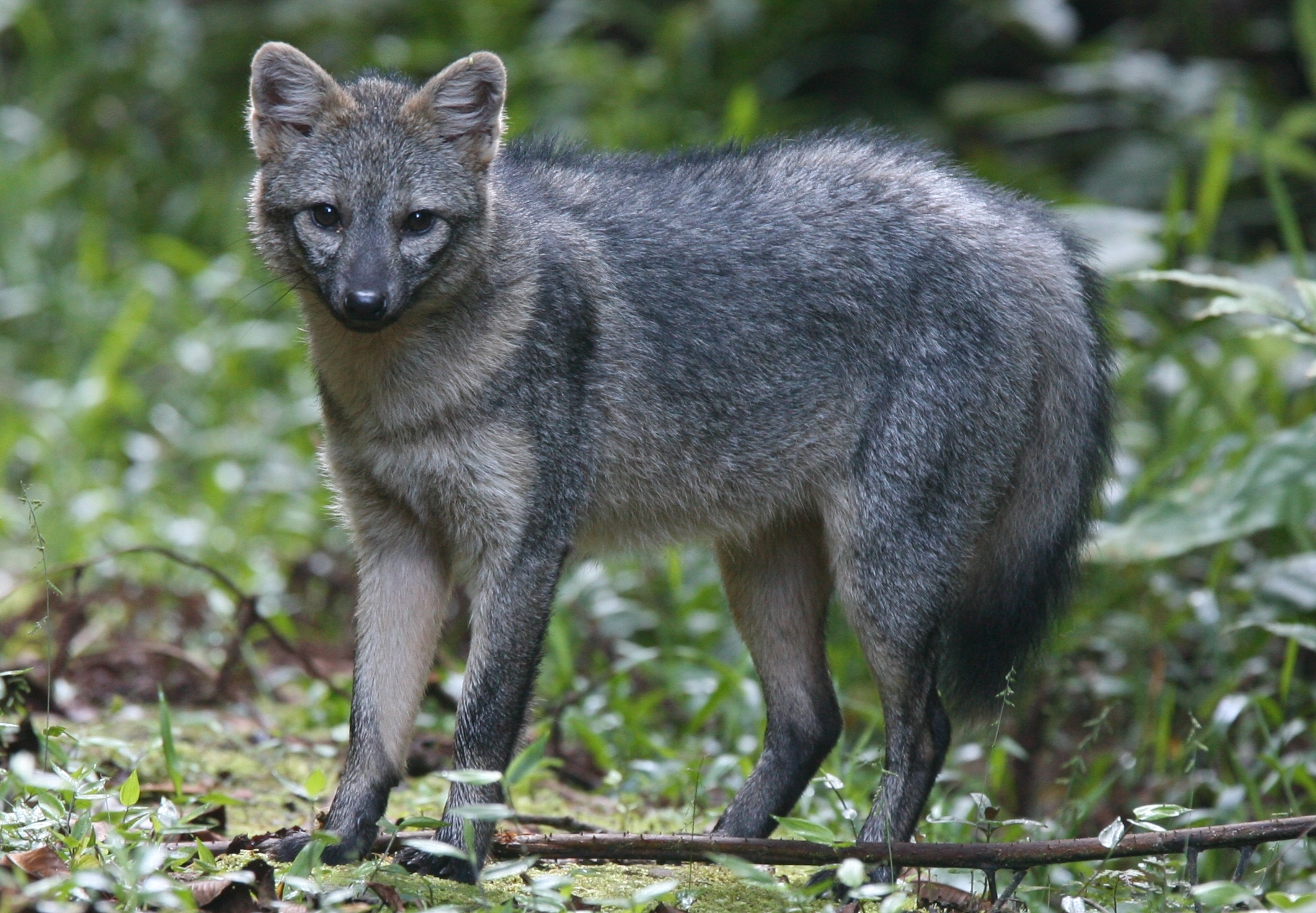
カニクイイヌ C. thous
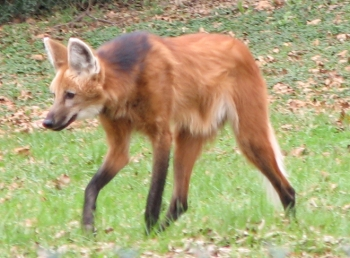
タテガミオオカミ C. brachyurus
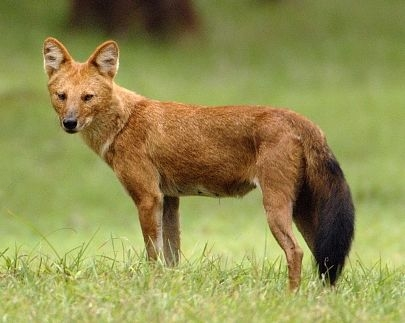
ドール C. alpinus
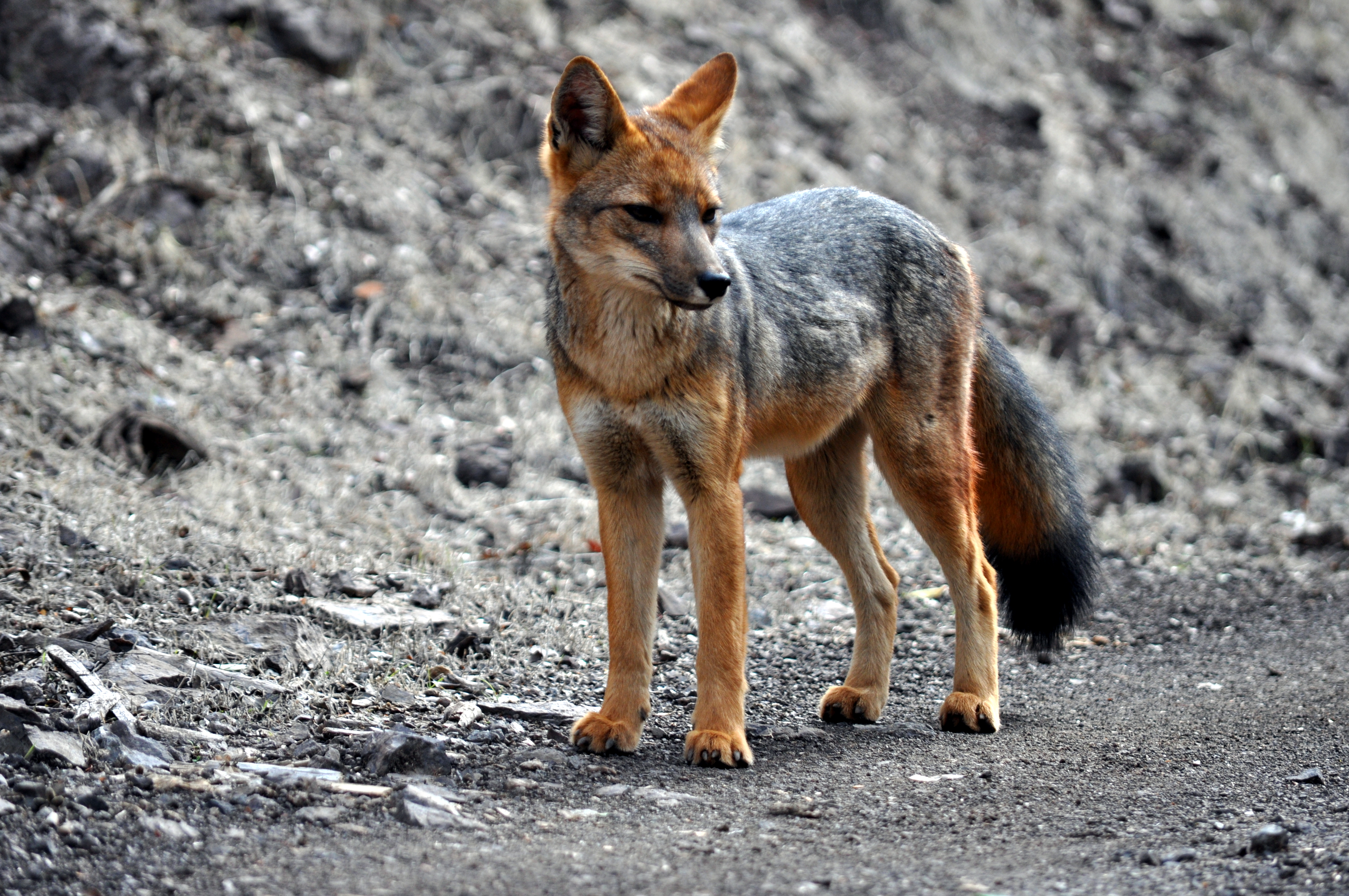
クルペオギツネ L. culpaeus
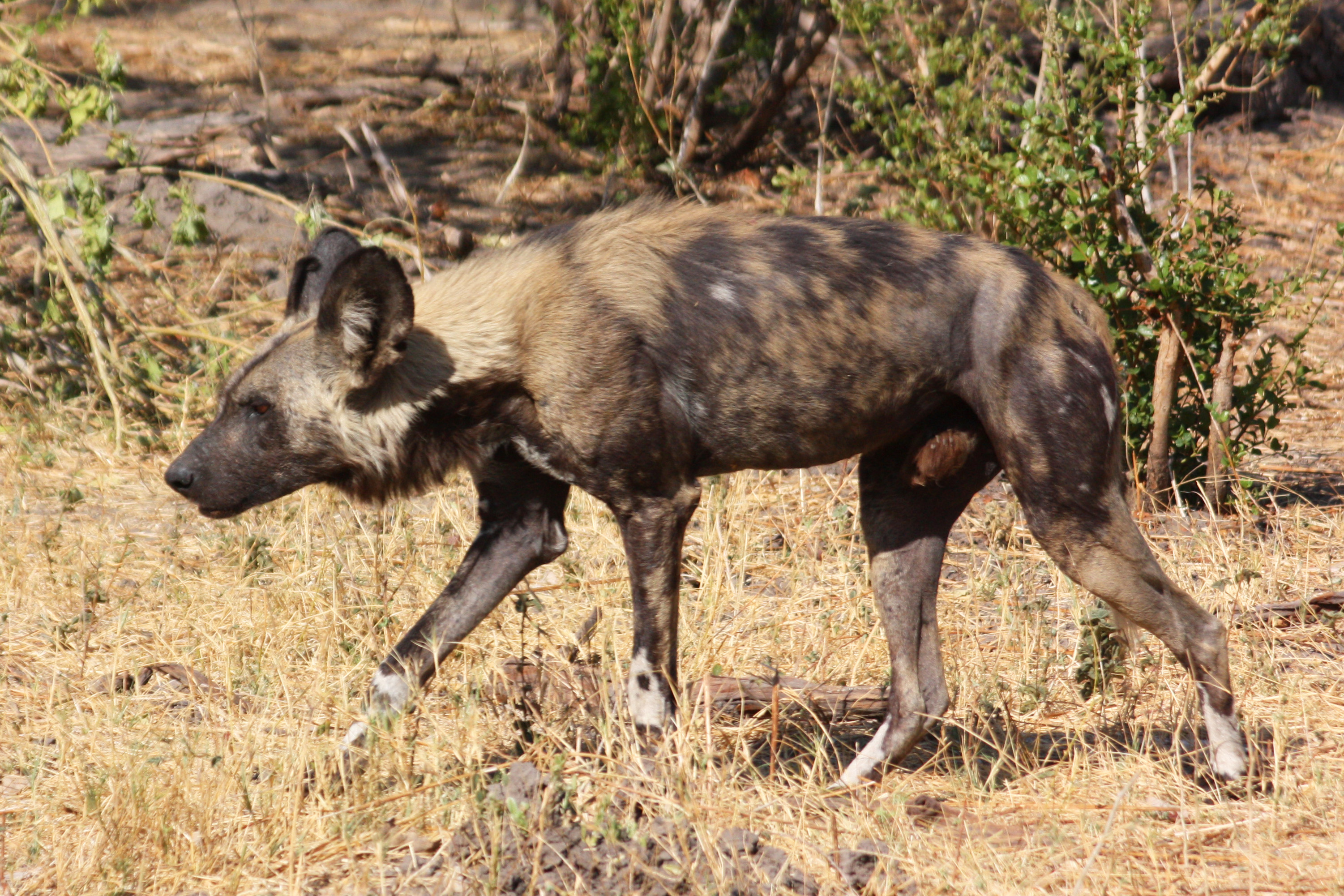
リカオン L. pictus
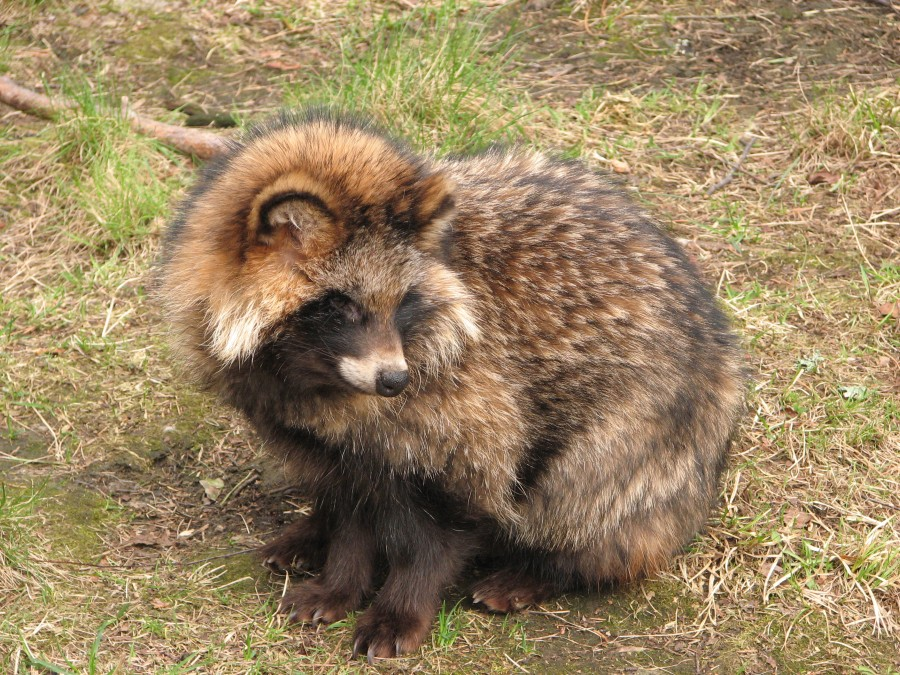
タヌキ N. procyonoides
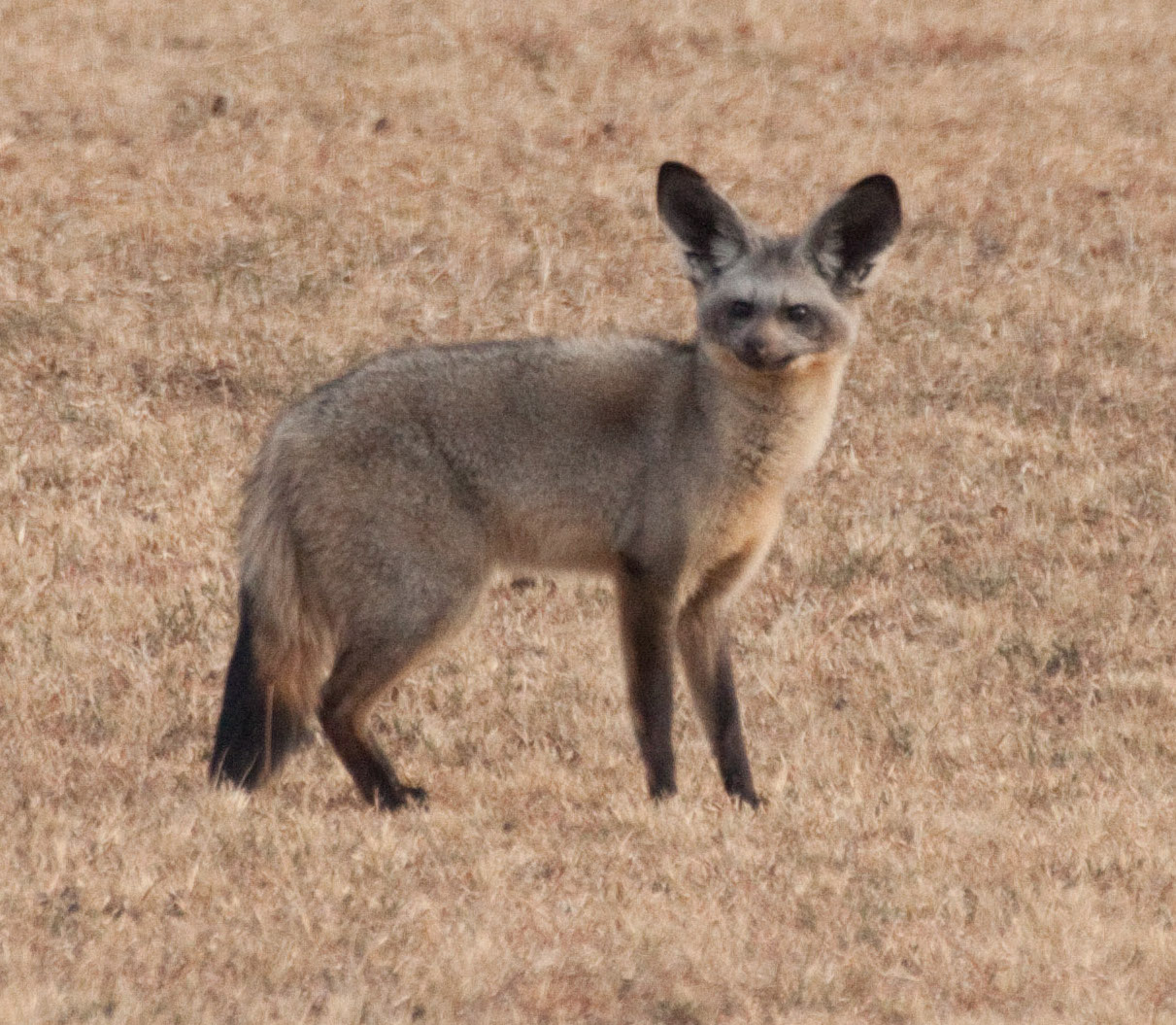
オオミミギツネ O. megalotis
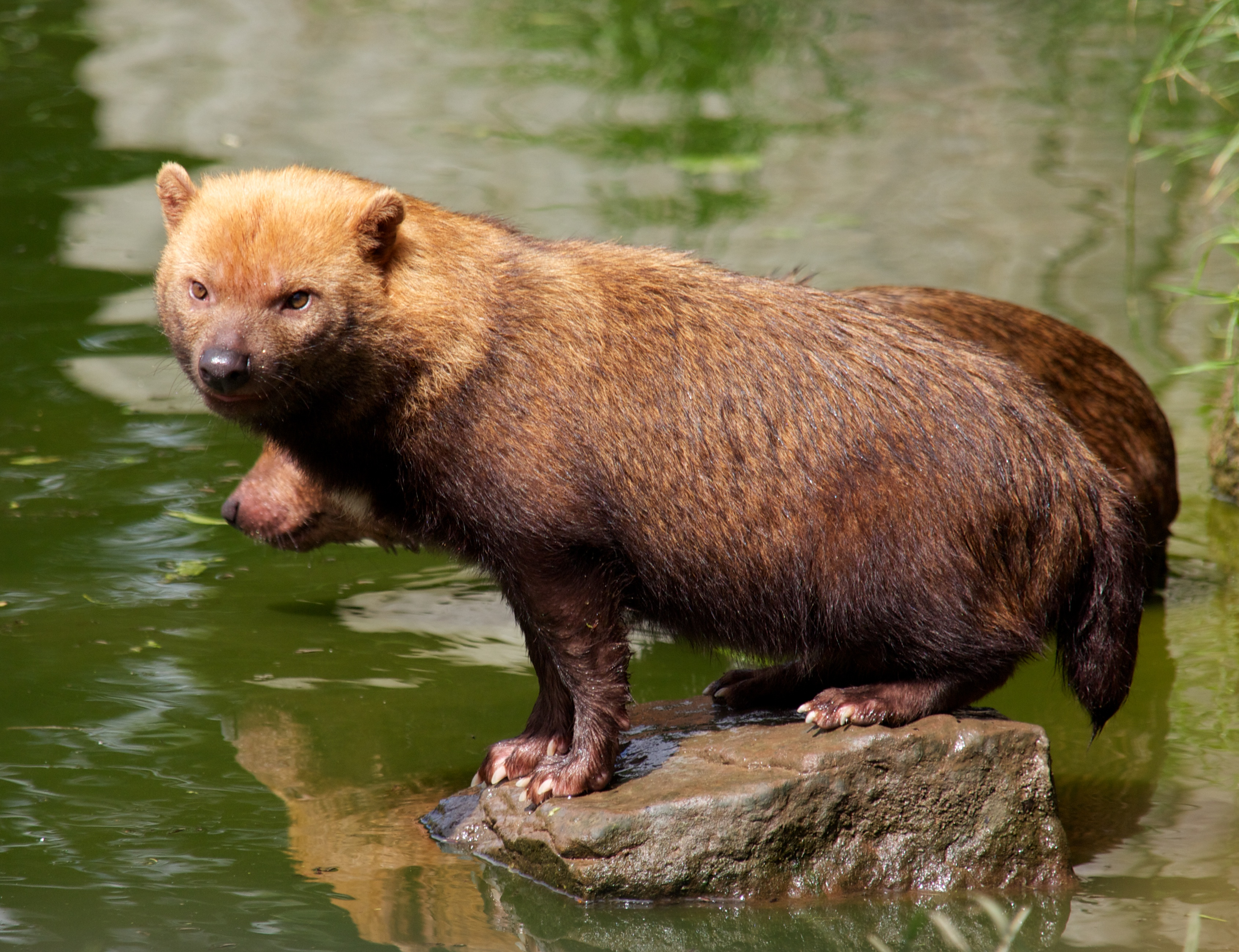
ヤブイヌ S. venaticus
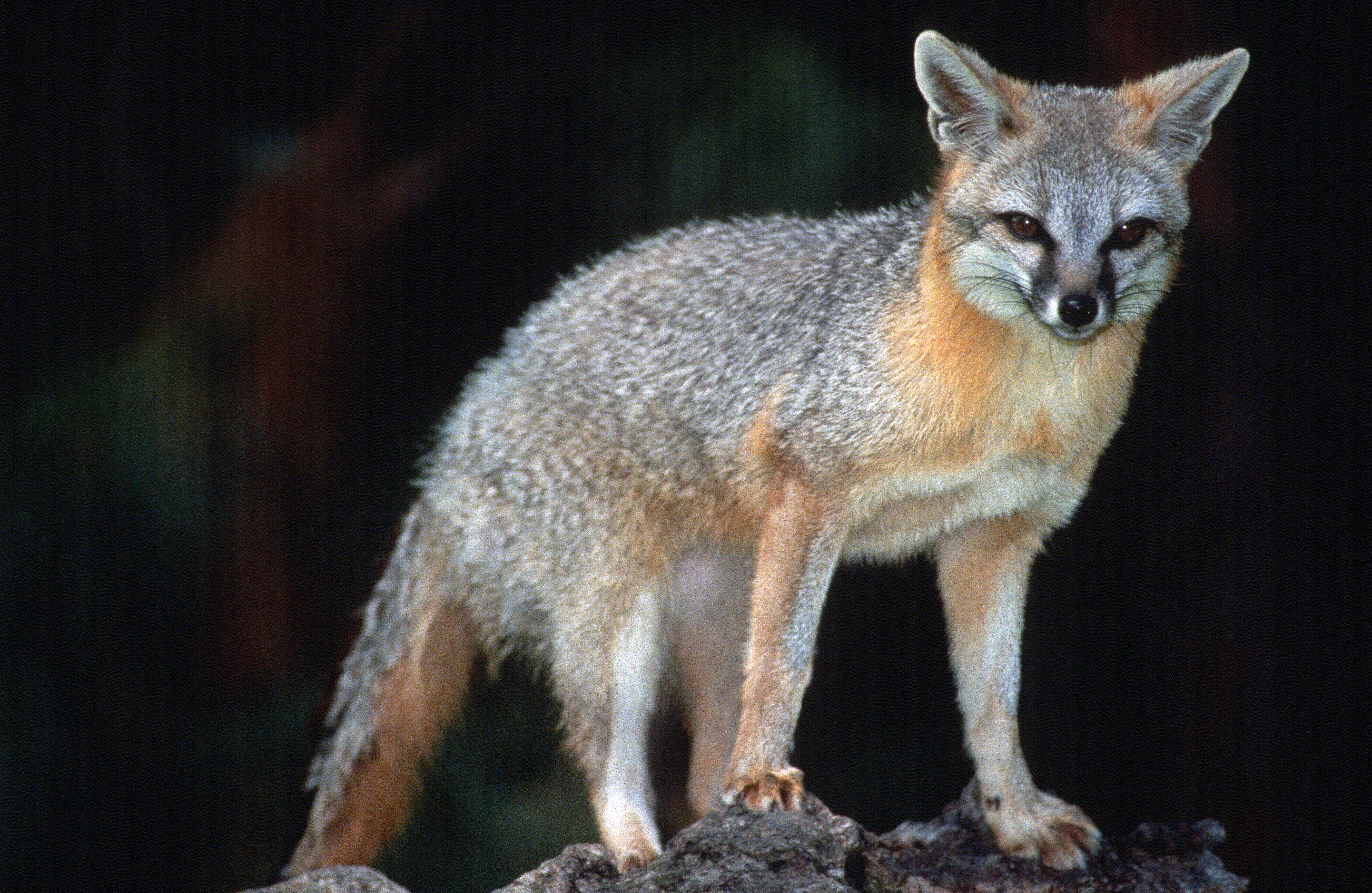
ハイイロギツネ U. cinereoargenteus
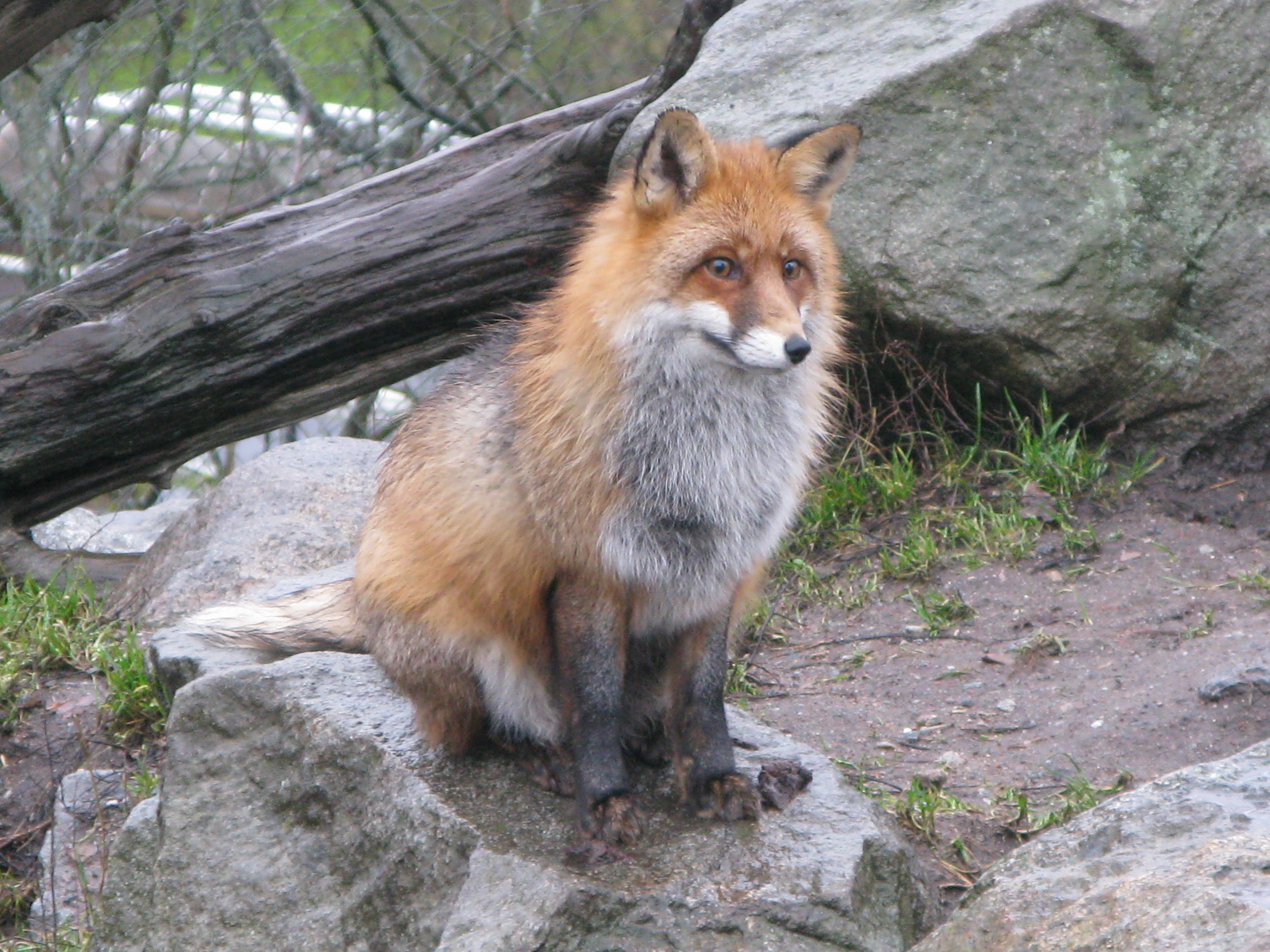
アカギツネ V. vulpes
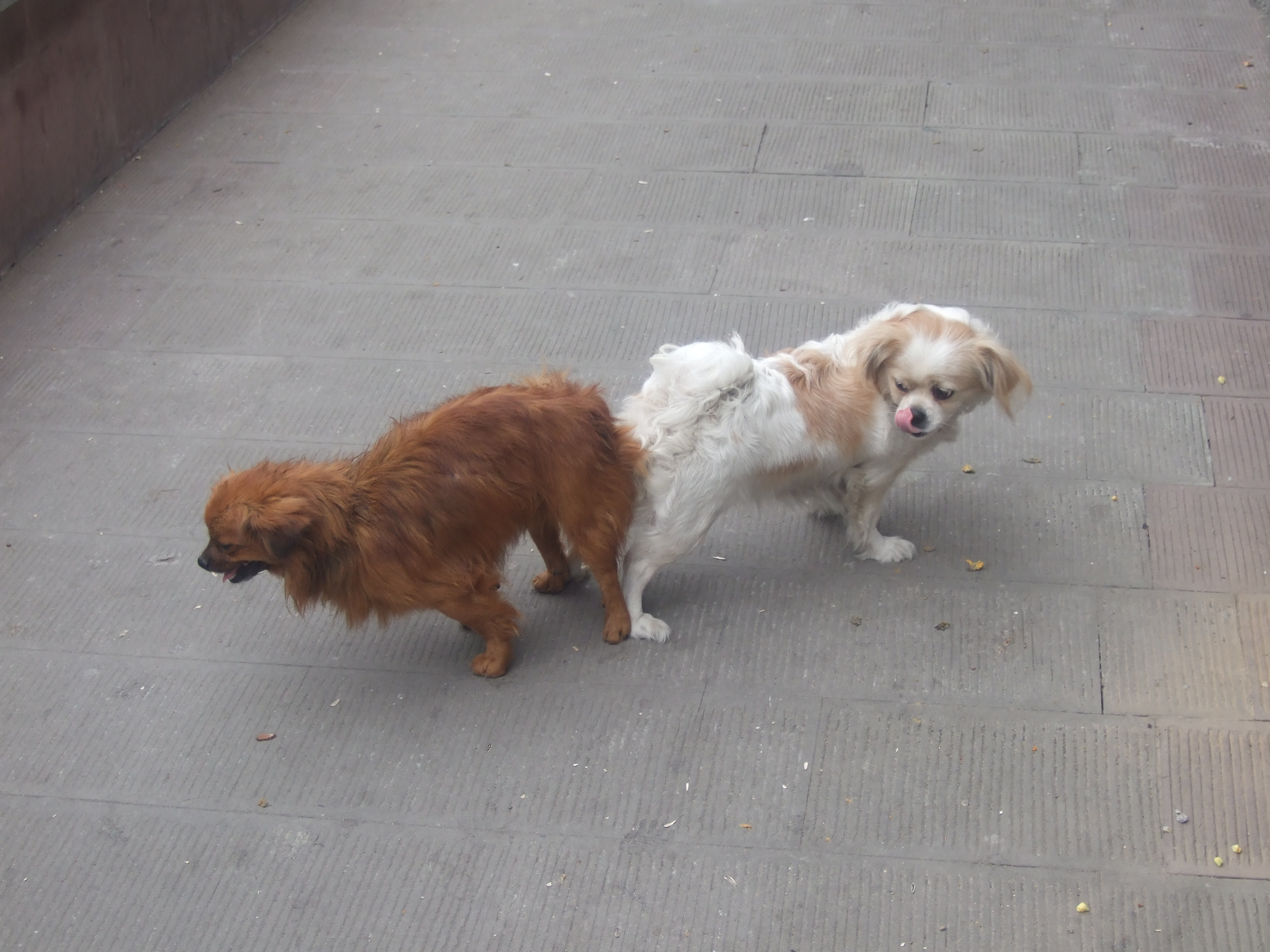
タイ・交尾結合 （イヌ）